# Chira typica
Chira typica är en spindelart som först beskrevs av Cândido Firmino de Mello-Leitão 1930.  
Chira typica ingår i släktet Chira och familjen hoppspindlar. Inga underarter finns listade i Catalogue of Life.